# Morville (Vosges)
Pour les articles homonymes, voir Morville.
Morville est une commune française située dans le département des Vosges en région Grand Est.

## Géographie

### Localisation
Morville est un petit village rural à 5 km au nord-ouest de Bulgnéville. Le ruisseau de Vaudoncourt, sous-affluent de la Meuse par l'Anger, traverse la commune du nord au sud.

### Géologie et relief
Le village se concentre autour de l'église Saint-Jean-Baptiste et s’étire légèrement vers le Nord le long de la rue du Tabourée.

### Sismicité
Commune située dans une zone 1 de sismicité très faible.
| Hagnéville-et-Roncourt | Hagnéville-et-Roncourt | Hagnéville-et-Roncourt |
|                        | Morville               | Bulgnéville            |
| Malaincourt            |                        | Vaudoncourt            |

### Hydrographie et les eaux souterraines
Hydrogéologie et climatologie : Système d’information pour la gestion des eaux souterraines du bassin Rhin-Meuse :
Territoire communal : Occupation du sol (Corinne Land Cover); Cours d'eau (BD Carthage),
Géologie : Carte géologique; Coupes géologiques et techniques,
 Hydrogéologie : Masses d'eau souterraine; BD Lisa; Cartes piézométriques.

#### Réseau hydrographique
La commune est située dans le bassin versant de la Meuse au sein du bassin Rhin-Meuse. Elle est drainée par le ruisseau de Dreuve et le ruisseau de Vaudoncourt,.

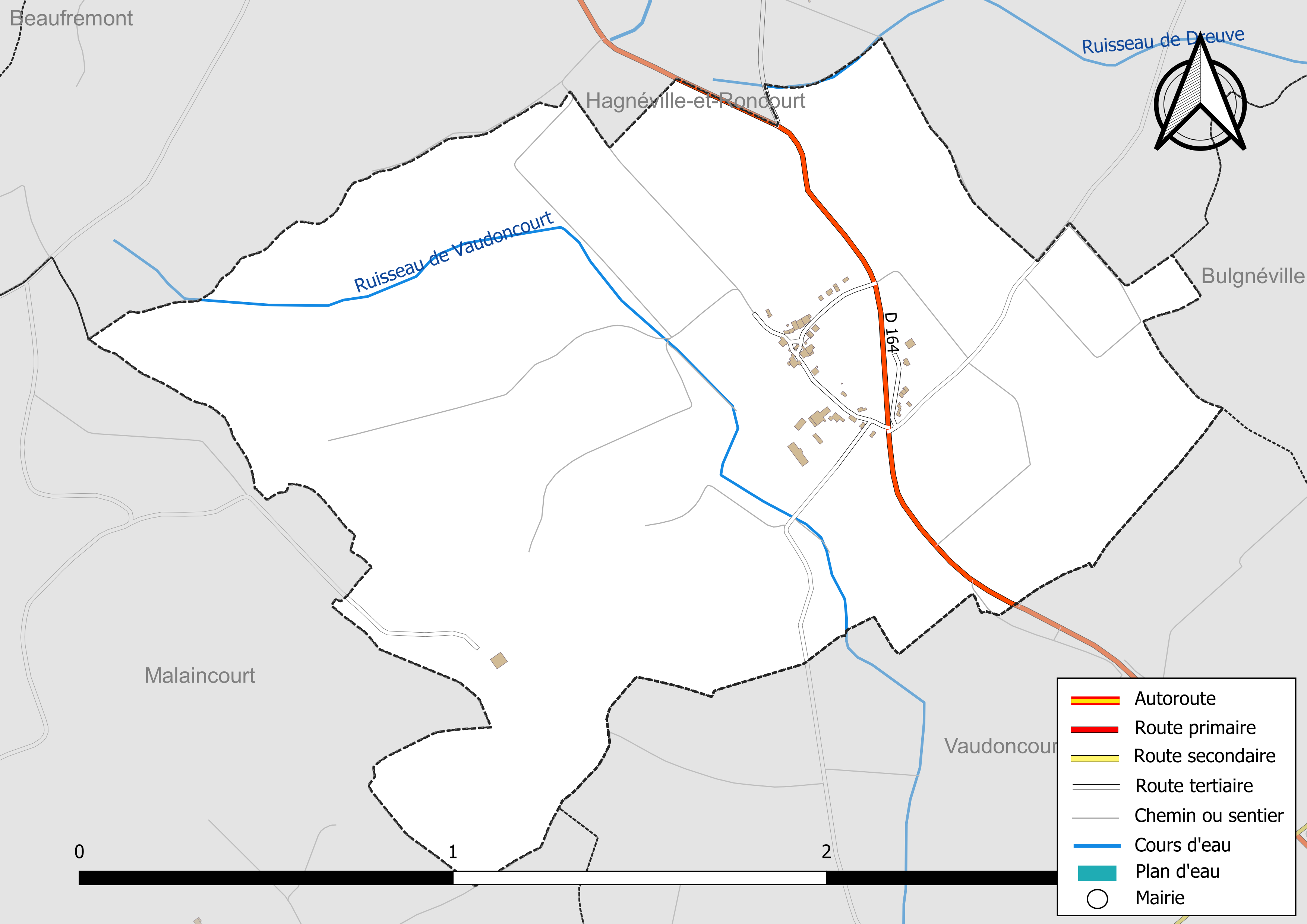
Réseaux hydrographique et routier de Morville.

#### Gestion et qualité des eaux
Le territoire communal est couvert par le schéma d'aménagement et de gestion des eaux (SAGE) « Nappe des Grès du Trias Inférieur ». Ce document de planification, dont le territoire comprend le périmètre de la zone de répartition des eaux de la nappe des Grès du trias inférieur (GTI), d'une superficie de 1 497 km2,  est en cours d'élaboration. L’objectif poursuivi est de stabiliser les niveaux piézométriques de la nappe des GTI et atteindre l'équilibre entre les prélèvements et la capacité de recharge de la nappe. Il doit être cohérent avec les objectifs de qualité définis dans les SDAGE Rhin-Meuse et Rhône-Méditerranée. La structure porteuse de l'élaboration et de la mise en œuvre est le conseil départemental des Vosges.
La qualité des eaux de baignade et des cours d’eau peut être consultée sur un site dédié géré par les agences de l’eau et l’Agence française pour la biodiversité. 

### Climat
Pour des articles plus généraux, voir Climat du Grand Est et Climat des Vosges.
En 2010, le climat de la commune est de type climat de montagne, selon une étude du Centre national de la recherche scientifique s'appuyant sur une série de données couvrant la période 1971-2000. En 2020, Météo-France publie une typologie des climats de la France métropolitaine dans laquelle la commune est exposée à un climat océanique altéré et est dans la région climatique  Lorraine, plateau de Langres, Morvan, caractérisée par un hiver rude (1,5 °C), des vents modérés et des brouillards fréquents en automne et hiver. 
Pour la période 1971-2000, la température annuelle moyenne est de 9,3 °C, avec une amplitude thermique annuelle de 16,8 °C. Le cumul annuel moyen de précipitations est de 967 mm, avec 12,7 jours de précipitations en janvier et 9,3 jours en juillet. Pour la période 1991-2020, la température moyenne annuelle observée sur la station météorologique de Météo-France la plus proche, « St Ouen-lès-Parey_sapc », sur la commune de Saint-Ouen-lès-Parey à 7 km à vol d'oiseau, est de 10,0 °C et le cumul annuel moyen de précipitations est de 806,8 mm. 
La température maximale relevée sur cette station est de 39,4 °C, atteinte le 25 juillet 2019 ; la température minimale est de −22 °C, atteinte le 20 décembre 2009,,. 
Les paramètres climatiques de la commune ont été estimés pour le milieu du siècle (2041-2070) selon différents scénarios d'émission de gaz à effet de serre à partir des nouvelles projections climatiques de référence DRIAS-2020. Ils sont consultables sur un site dédié publié par Météo-France en novembre 2022.

## Urbanisme

### Typologie
Au 1er janvier 2024, Morville est catégorisée commune rurale à habitat très dispersé, selon la nouvelle grille communale de densité à sept niveaux définie par l'Insee en 2022.
Elle est située hors unité urbaine. Par ailleurs la commune fait partie de l'aire d'attraction de Vittel - Contrexéville, dont elle est une commune de la couronne,. Cette aire, qui regroupe 72 communes, est catégorisée dans les aires de moins de 50 000 habitants,.

### Occupation des sols
L'occupation des sols de la commune, telle qu'elle ressort de la base de données européenne d’occupation biophysique des sols Corine Land Cover (CLC), est marquée par l'importance des territoires agricoles (60,5 % en 2018), une proportion identique à celle de 1990 (60,5 %). La répartition détaillée en 2018 est la suivante : 
forêts (39,5 %), terres arables (32,3 %), prairies (28,2 %). L'évolution de l’occupation des sols de la commune et de ses infrastructures peut être observée sur les différentes représentations cartographiques du territoire : la carte de Cassini (XVIIIe siècle), la carte d'état-major (1820-1866) et les cartes ou photos aériennes de l'IGN pour la période actuelle (1950 à aujourd'hui).

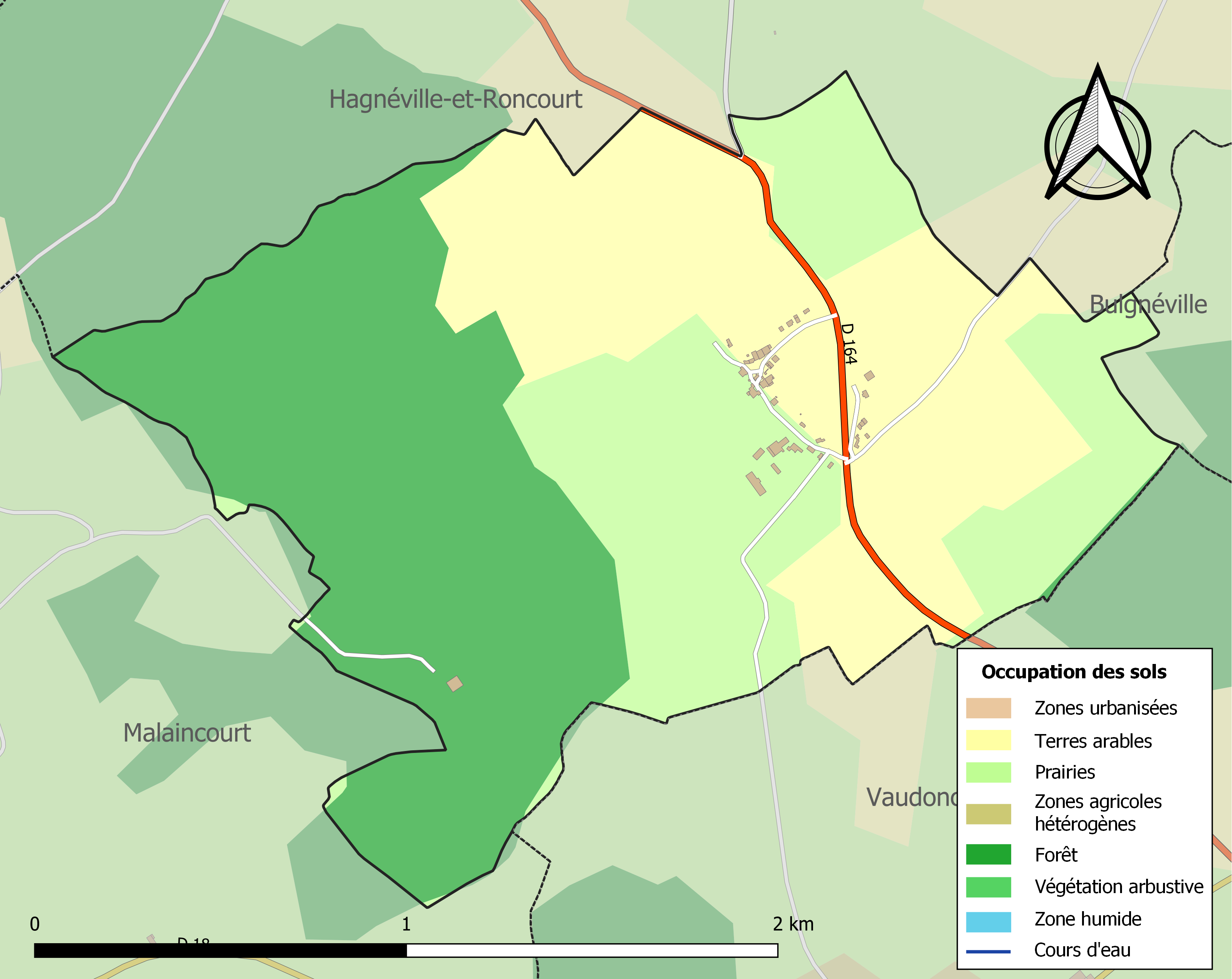
Carte des infrastructures et de l'occupation des sols de la commune en 2018 (CLC).

### Voies de communications et transports

#### Voies routières
- Autoroute A31 : Échangeurs Bulgnéville, Châtenois, Robécourt.

#### Transports en commun

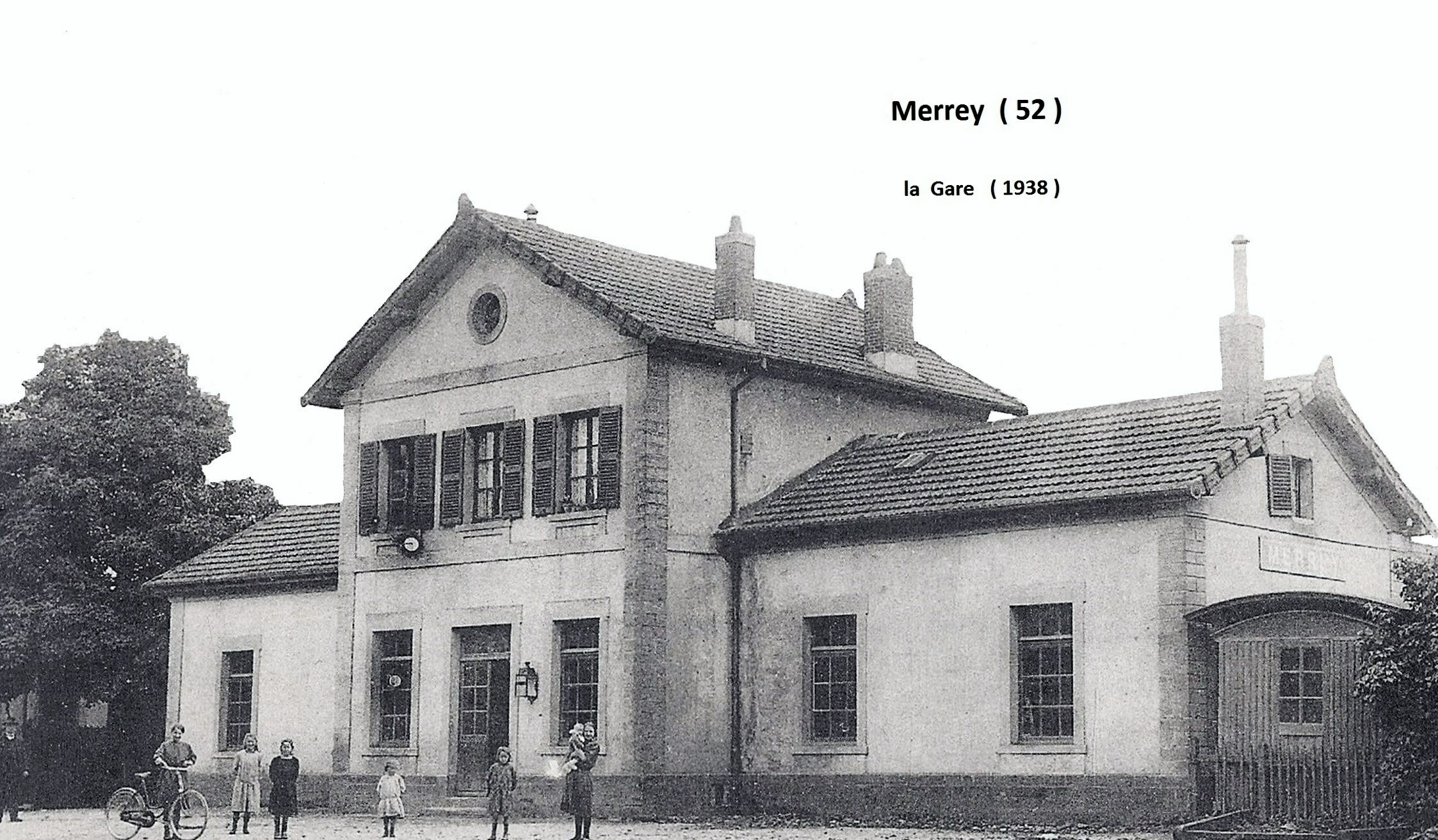
Gare de Merrey (Haute-Marne), en 1938.

- Fluo Grand Est.

#### Lignes SNCF
- Gare de Contrexéville
- Gare de Vittel
- Gare de Neufchâteau
- Gare de Merrey

## Toponymie
Le nom de la localité est attesté sous les formes ? Maurivillam cum ecclesia (1105) ; Morville (1449) ; Morieville, corr. Morreville (avant 1466) ; Movelle (1475) ; Morwilla (1519) ; Mormville (an II).

Toponymes. Les noms de communes se terminant par le suffixe -ville ou -court.

## Histoire
Le nom du village, Morville, est attesté dès 1449. Morville-en-Bassigny est un petit village qui dépendait du Bailliage de Bourmont sous l'ancien régime et était comprise dans le marquisat de Bulgnéville. Au spirituel, la communauté d’habitants, qui était sous le patronage de l’abbé de Luxeuil, dépendait de la paroisse d’Hagnéville.
Le village est essentiellement agricole, mais une tuilerie, en écart, est mentionnée déjà à la fin du XVIIe siècle comme dépendant du Baron Dessalles, de Rorthey et est aujourd'hui complètement détruite.
Le radar ARES (Aerial Radar Echo System) de l'Organisation du traité de l'Atlantique nord (OTAN), sur la commune de Morville, a été définitivement mis à l'arrêt le 15 juillet 2021, après 48 années de fonctionnement,, en rendant hommage au « travail accompli par ce doyen de la détection et par toutes les générations d’Aviateurs qui l’ont mis en œuvre afin de fournir en permanence la situation aérienne générale, garante de l’intégrité territoriale et de l’autonomie stratégique de notre pays ».

## Lieux et monuments
- L'église Saint-Jean-Baptiste de Morville[23], élevée en 1830, fut construite sur les ruines d'une ancienne chapelle.

Maître-autel.
- Patrimoine architectural rural recensé par le service de l'Inventaire général du patrimoine culturel[25].
- Fontaine-lavoir[26],[27],[28].

## Politique et administration
| Période                                  | Période                       | Identité       | Étiquette | Qualité |
| ---------------------------------------- | ----------------------------- | -------------- | --------- | ------- |
| Les données manquantes sont à compléter. |                               |                |           |         |
| mars 2001                                | En cours (au 18 février 2015) | Michel Voiriot | DVD       |         |

### Budget et fiscalité 2022

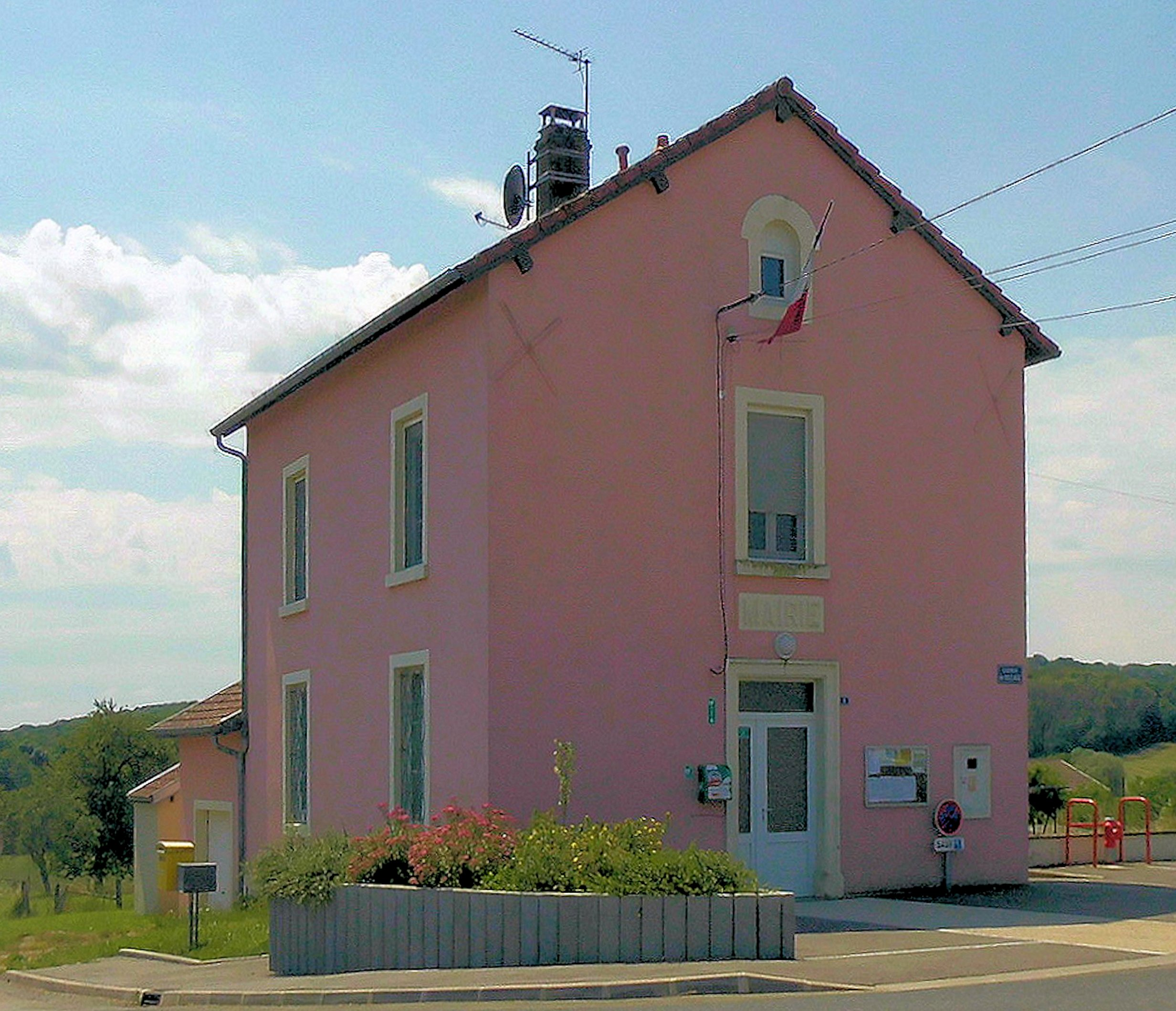
La mairie.

En 2022, le budget de la commune était constitué ainsi :
- total des produits de fonctionnement : 661 000 €, soit 1 549 € par habitant ;
- total des charges de fonctionnement : 419 000 €, soit 978 € par habitant ;
- total des ressources d'investissement : 266 000 €, soit 621 € par habitant ;
- total des emplois d'investissement : 166 000 €, soit 389 € par habitant ;
- endettement : 140 000 €, soit 328 € par habitant.

Avec les taux de fiscalité suivants :
- taxe d'habitation : 9,28 % ;
- taxe foncière sur les propriétés bâties : 36,60 % ;
- taxe foncière sur les propriétés non bâties : 17,36 % ;
- taxe additionnelle à la taxe foncière sur les propriétés non bâties : 0,00 % ;
- cotisation foncière des entreprises : 0,00 %.

Chiffres clés Revenus et pauvreté des ménages en 2021 : médiane en 2021 du revenu disponible, par unité de consommation.

## Économie

### Entreprises et commerces

#### Agriculture
- Élevage de vaches laitières.
- Élevage d'autres animaux.

#### Tourisme
- Hébergements et restauration à Bulgnéville, Contrexéville, Châtenois, Vittel.

#### Commerces
- Commerces et services de proximité.

## Population et société

### Démographie

#### Évolution démographique
L'évolution du nombre d'habitants est connue à travers les recensements de la population effectués dans la commune depuis 1793. Pour les communes de moins de 10 000 habitants, une enquête de recensement portant sur toute la population est réalisée tous les cinq ans, les populations de référence des années intermédiaires étant quant à elles estimées par interpolation ou extrapolation. Pour la commune, le premier recensement exhaustif entrant dans le cadre du nouveau dispositif a été réalisé en 2006.

En 2022, la commune comptait 42 habitants, en évolution de −16 % par rapport à 2016 (Vosges : −2,96 %, France hors Mayotte : +2,11 %).
| 1793 | 1800 | 1806 | 1821 | 1831 | 1836 | 1841 | 1846 | 1856 |
| ---- | ---- | ---- | ---- | ---- | ---- | ---- | ---- | ---- |
| 80   | 94   | 100  | 84   | 88   | 100  | 102  | 103  | 92   |

| 1861 | 1866 | 1876 | 1881 | 1886 | 1891 | 1896 | 1901 | 1906 |
| ---- | ---- | ---- | ---- | ---- | ---- | ---- | ---- | ---- |
| 82   | 95   | 79   | 81   | 84   | 76   | 62   | 61   | 59   |

| 1911 | 1921 | 1926 | 1931 | 1936 | 1946 | 1954 | 1962 | 1968 |
| ---- | ---- | ---- | ---- | ---- | ---- | ---- | ---- | ---- |
| 67   | 67   | 59   | 48   | 42   | 55   | 51   | 48   | 51   |

| 1975 | 1982 | 1990 | 1999 | 2006 | 2011 | 2016 | 2021 | 2022 |
| ---- | ---- | ---- | ---- | ---- | ---- | ---- | ---- | ---- |
| 45   | 51   | 37   | 60   | 60   | 50   | 50   | 44   | 42   |

### Enseignement
Établissements d'enseignements :
- Écoles maternelles et primaires à Bulgnéville, Saint-Ouen-lès-Parey, Landaville, Mandres-sur-Vair,
- Collèges à Mandres-sur-Vair, Châtenois, Contrexéville, Vittel, Martigny-les-Bains.
- Lycées à Mandres-sur-Vair, Contrexéville, Neufchâteau.

### Santé
Professionnels et établissements de santé :
- Médecins à Bulgnéville, Châtenois, Contrexéville, Vrécourt, Vittel, Gironcourt-sur-Vraine.
- Pharmacies à Bulgnéville, Châtenois, Contrexéville, Vrécourt, Vittel, Gironcourt-sur-Vraine.
- Hôpitaux à Vittel, Neufchâteau, Lamarche, Mattaincourt.

### Cultes
- Culte catholique, Paroisse Saint-Basle-de-la-Plaine[38], Diocèse de Saint-Dié.

## Pour approfondir